# Морено, Франсиско
Франси́ско Паска́сио Море́но (исп. Francisco Pascacio Moreno, 31 мая 1852, Буэнос-Айрес — 22 ноября 1919, там же) — аргентинский исследователь новых земель, учёный, естествоиспытатель, политик. Также известный под именем «Перито Морено» (от исп. Perito — «эксперт»).
Один из основателей движения аргентинских бойскаутов. Работал над определением государственной границы Аргентины. Принимал активное участие в защите окружающей среды. Его имя носит ледник Перито-Морено. Могила учёного находится на берегу озера Науэль-Уапи.

## Биография
Морено родился в Буэнос-Айресе. Вырос в семье патриция, учился в местной церковно-приходской школе. Свободное время проводил с отцом в поисках артефактов и окаменелостей, в возрасте 14 лет создал домашний музей своей обширной коллекции. После окончания обучения, в 1872 году он участвовал в создании аргентинского научного общества, затем приступил к первой серии экспедиций, которые сделали его известным: среди них обзор территории Рио-Негро и малоисследованных территорий, которые стали доступны после кампании по завоеванию пустыни. В январе 1876 года он достиг озера Науэль Уапи в южных Андах, а 14 февраля 1877 года обнаружил озеро Сан-Мартин. Кроме того им изучены многочисленные реки Патагонии, а 2 марта он увидел гору, которую назвал Фицрой, в честь капитана Роберта Фицроя.
В 1880 году он отправился во вторую экспедицию на территории Патагонии, однако был взят в плен племенем аборигенов Теуэльче и приговорён к смертной казни. 11 марта за день до исполнения приговора ему удалось сбежать. В 1882—1883 годах он исследовал Анды от Боливии на юг, а в 1884—1885 годах провёл новые исследования территории к югу от реки Рио-Негро в Патагонии.
Морено был директором антропологического музея в Буэнос-Айресе, начальником аргентинской комиссии по изучению южных территорий, а также членом многих европейских научных обществ. За вклад в науку, Морено получил почётную степень доктора (Honoris causa) в Национального университета Кордовы в 1877 году. Он также известен своей ролью в защите аргентинских интересов в договоре о границе 1881 года между Чили и Аргентиной. Благодаря своим исследованиям Морено собрал значительную коллекцию археологических и антропологических экспонатов, с помощью которой в 1877 году открыл музей в Буэнос-Айресе, а в 1888 году он был включён в состав Музея естественной истории в Ла-Плате, где Морено занимал пост директора до 1906 года.
В 1903 году Франсиско Морено пожертвовал некоторые земли, выданные ему ранее для создания Национального парка Науэль Уапи.  В 1911 году он был назначен заместителем директора Национального Совета по образованию и помог обеспечить финансирование Института Бернаскони.
В 1912 году он образовал Ассоциацию аргентинских бойскаутов, в её туре по Патагонии участвовал и бывший президент США Теодор Рузвельт. 
После выхода на пенсию Морено продолжал курировать работу музея в Ла-Плате. Незадолго до своей смерти присоединился к Аргентинской патриотической лиге.
В 1944 году останки Франсиско Морено были перевезены из склепа на кладбище Реколета на остров Сентинела в озере Науэль-Уапи. 
Ледник Перито-Морено, город Перито-Морено и национальный парк Перито-Морено в провинции Санта-Крус названы в его честь.